# 川越スカラ座
川越スカラ座（かわごえすからざ）は、埼玉県川越市元町1丁目1-1にある映画館。定員124人。コミュニティシネマ（市民映画館）の一つとされる。

## 歴史

### 2007年以前
前身は1905年（明治38年）に開業した寄席の一力亭。その後、1907年（明治40年）においで館、1921年（大正10年）に川越演芸館と改称し営業を継続したが、1940年（昭和15年）に松竹の封切館の川越松竹館として再建。1963年（昭和38年）に川越スカラ座に改称。シアターホームラン（旧：ホームラン劇場）とともに、川越市内を代表する映画館として市内の映画ファンに親しまれた。
2000年代に入り、埼玉県内の主要都市にシネマコンプレックスが多数開業し、経営的にも苦戦を強いられている。さらには経営者の高齢化も逆風となり、2006年（平成18年）2月にはライバル館だったシアターホームランが閉館した。その1年3か月後の2007年（平成19年）5月27日を最後に、しばらくの休館を余儀なくされた。

### コミュニティシネマ時代
休館中にはこの劇場で上映会を行った経験を持つ特定非営利活動法人プレイグラウンドに経営が譲られた。プレイグラウンドは賛助会員を募り、同年8月18日に500万円の出資金で再開館を果たした。
現在はミニシアター向きの作品を中心に上映する一方、俳優や映画監督を招いての舞台挨拶やトークショーなどの催しも行うコミュニティシネマ（市民映画館）として営業を続けている。
2021年公開の映画『キネマの神様』でロケ地として使用された。